# 鄭青文
鄭青文（英語：Libera Cheng Ching-mon），香港公務員，現任香港駐雅加達經濟貿易辦事處處長。鄭早年入讀香港中文大學新亞書院，以經濟學為主修，後於在1996年取得社會科學學士學位。她在畢業後投考香港警務處的見習督察，於1997年2月入職，後晉升至高級督察，並曾署理總督察。在任職警隊期間，她曾於2003年9月在東九龍失蹤人口調查組協助移居加拿大的港人尋回失散逾六年的弟弟，以及於2005年12月的世界貿易組織第六次部長級會議期間在示威前線指揮佈防。她及後轉職政務主任，曾任職於財政司司長辦公室、環境保護署、保安局禁毒處等部門及決策局。2019冠狀病毒病香港疫情期間，擔任工業貿易署助理署長的她與副署長何兆康在2022年1月於瑞士出席世界贸易组织會議後，返港按強制檢疫要求入住香港港麗酒店豪華客房，惟平均房租較其他隨行公務員貴逾一倍。儘管兩人以辦理公務為由才入住更昂貴的酒店，但其房間的辦公設施卻與隨員入住的酒店無異，而港府亦無制定租用檢疫酒店的指引。她早於在2023年冬季已獲港府委任為香港駐雅加達經濟貿易辦事處處長，惟延至2024年1月30日履新。

## 外部連結
- 鄭青文的個人官方領英頁面

| 政府职务      | 政府职务                                         | 政府职务 |
| ------------- | ------------------------------------------------ | -------- |
| 前任： 李湘原 | 香港駐雅加達經濟貿易辦事處處長 2024年1月30日至今 | 現任     |